# Ehinociti
Ehinociti (od grčke reči echinos, što znači „jež" ili „morski jež") u humanoj biologiji i medicini su oblik eritrocita ili crvenih krvnih zrnaca koji imaju nenormalnu ćelijsku membranu koju karakterišu na njihovoj površini 10 do 30 šiljaka ravnomerno raspoređenih. Javljaju se kod uremije, deficita piruvat-kinaze, karcinoma želuca, krvarećeg ulkusa želuca. Ehinocitima su morfološki slični akantocitima kod kojih su izdanci opne nepravilni i razne dužine. 
Češći izraz za ove ćelije koji se koristi u literaturi je Burr cells.

## Fiziologija
Ehinociti se često mešaju sa akantocitima, ali mehanizam promene ćelijske membrane je različit. Ehinocitoza je reverzibilno stanje crvenih krvnih zrnaca koja je često samo artefakt proizveden od strane EDTA, koji se koristi kao antikoagulant u uzorkovanoj krvi.
Ehinociti se mogu razlikovati od akantocita po obliku izbočenja, koji su manji i mnogobrojniji nego kod akantocita i ravnomerno su raspoređeni. Ehinociti takođe pokazuju centralno belilo ili posvetljenje boje u centru ćelije pod Vright bojom.

## Patofiziologija
Akantocote treba razlikovati od ehinocita ili „burr-ćelije", koje iako su kreirane različito imaju promene u redovnim intervalima na ćelijskoj membrani. Ehinociti se obično javljaju u uremiji, ali se mogu videti i u mnogim drugim stanjima uključujući blagu hemolizu kod:
- hipomagnezijemije i hipofosfatemije,
- trovanja kiseonikom,
- hemolitičke anemije i kod dugih poremećaja krvi i
- nedostatka piruvat kinaze.[6]

Ehinociti (burr-ćelije) se takođe mogu pojaviti in vitro zbog povišenog pH, skladištenja krvi, smanjenja ATP-a, akumulacije kalcijuma i kontakta sa staklom.
Ukoliko se kroz istraživanja prati patofiziologija ehinocita, kao eritrocite sa vrlo izmenjenim oblikom, postavlja se pitanje da li je moguće da se ovaj oblik ćelije, koji se javlja u određenim poremećajima, vrati u normalano stanje, odnosno da li su ove promene reverzibilne. Prema nekim eksperimentima sprovedenim hiperbaričnim kiseonikom iznad 3,5 bara u 40. minutu dostignuta je vrednost od 60%, ali se pretpostavlja da se oni i pored tako velikog broja promena na površini eritrocita mogu vratiti u prvobitni oblik ukoliko se ukloni uzrok koji je doveo do tih promena. Sigurno je da je ovo razmatranje vezano za promenu ovih oblika samo pretpostavka i da bi ove pretpostavke trebalo i potvrditi ili demantovati u nekom od budućih ispitivanja.

## Literatura
- Barbara J. Bain, Dieter Huhn: Roche Grundkurs hämatologische Morphologie. Georg Thieme Verlag, 1997,  3-89412-299-4, S. 58–60.
- Johannessen V. J. Electron Microscopy in Human Medicine. Vol. 1 McGraw - Hill International Book Company, 1977.
- Jandl J. H. Textbook of Hematology. Chapter 3: Erythrocytes. Little, Brown Comp, Boston, 1987.
- Tassos P. F. Experimental physiology and applied biology. Cambridge, Massachu-setts. Mice1972; 175-6.
- Erslev A. J, Gaburda T. G. Pathophysiology of Blood. Erythrocytes. Saunders, Philadelphia, 1985.
- Repka T. and Hebbler R (1991). „Hydroxyl Radical formation by sickle erythrocyte membranes”. Blood. 78 (10): 2753—8.
- Kaplan B. H, Williams W. J. et al. Hematology. McGraw Hill, New York, 1986; 287.
- Harris J. W, Kellermeyer R. W. The Red Cell. Harvard University Pres, Cambridge (Mass), 1970.
- Erslev A. J, Gabuzda T. G, Sodeman W. A, Sodeman T. M. Pathologic Physiology. Sanders, Philadelphia, 1979; 587.
- Bessis M, Williams V. J, et al. Hematology. McGraw Hill, New York, 1986;257.

|  | Molimo Vas, obratite pažnju na važno upozorenje u vezi sa temama iz oblasti medicine (zdravlja). |